# 아이티 원로원
원로원(아이티어: Sena, 프랑스어: Sénat)은 아이티의 양원제 입법부인 아이티 의회의 상원이다. 하원은 대의원이라고 한다. 정원은 30석이고 의원 임기는 6년이다. 2년마다 10석씩 선출한다. 선수 제한은 없으며 무제한 연임할 수 있다. 
2023년 1월 10일 상원의원의 임기가 만료되었으나, 아이티 내의 정치적, 사회적 위기로 인해 선거가 열리지 못하고 현재 사실상 상원이 해체된 상태이다. 다음 총선은 2025년~2026년 열릴 예정이다.